# Caála

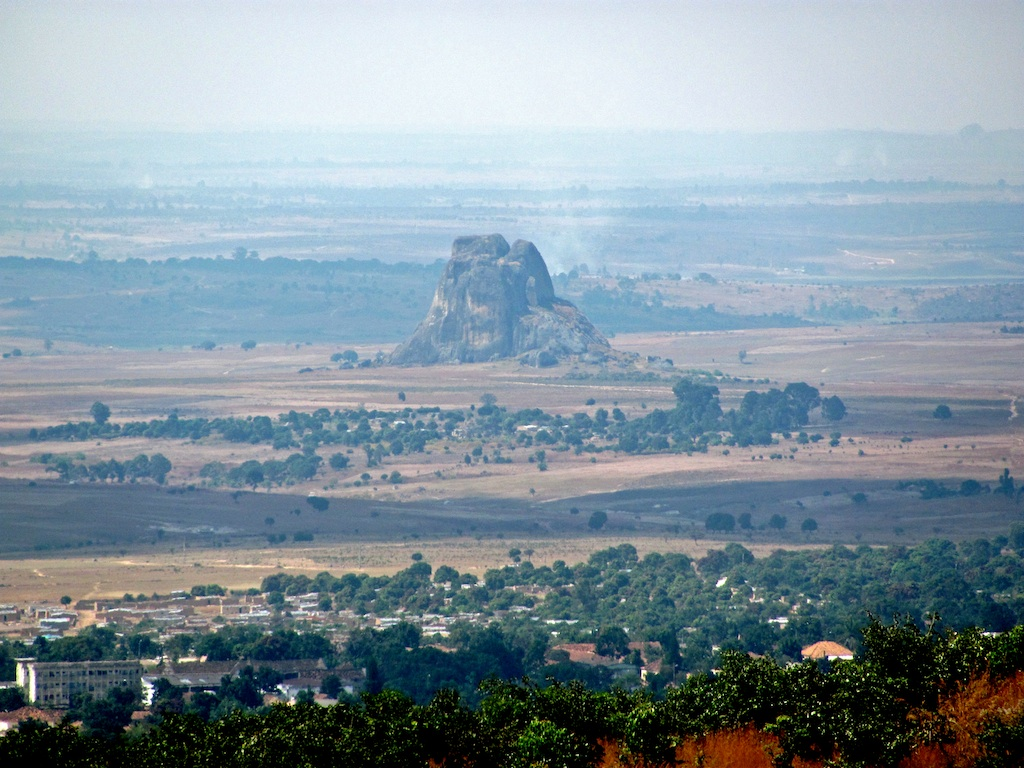
Felsen bei Caála

Caála (bis 1975 Vila Robert Williams) ist ein Landkreis und eine Stadt in der angolanischen Provinz Huambo mit etwa 45.000 Einwohnern, westlich der Provinzhauptstadt Huambo gelegen.

## Geschichte
Der Ort begann seine Entwicklung mit der Ankunft der Benguelabahn 1912. Bis 1922 gehörte er zum Kreis Huambo, danach kam er zum Kreis Lépi, dessen Hauptstadt er 1934 wurde. 1956 wurde Caála Sitz eines eigenen Kreises und hieß fortan Vila Robert Williams, benannt nach dem Ingenieur und Entdecker Sir Robert Williams.
Die bisherige Kleinstadt (Vila) wurde 1970 zur Stadt (Cidade) erhoben.
Nach der Unabhängigkeit Angolas 1975 legte die Stadt ihren portugiesischen Ortsnamen ab und erhielt ihren heutigen Namen zurück.
2002, nach dem Ende des angolanischen Bürgerkrieges und während der darauffolgenden Hungersnot, war Caála Standort eines Ernährungszentrums der Ärzte ohne Grenzen.

## Sport
Der Fußballverein Clube Recreativo da Caála (CR Caála) spielt in der ersten angolanischen Liga, dem Girabola (Stand: Saison 2013/14). Seit seiner Gründung 1944 ist der Verein im heimischen Estádio Mártires da Kanhara zuhause. Das Stadion wurde, zusammen mit den weiteren Einrichtungen des Vereins, 2008 durch die brasilianische Firma Odebrecht modernisiert, und fasst 8000 Zuschauer.

## Verwaltung
Caála ist Sitz eines gleichnamigen Kreises (Município) in der Provinz Huambo. Der Kreis Caála umfasst eine Fläche von 3680 km² und hat etwa 373.000 Einwohner (Schätzung 2011). In der Stadt Caála leben schätzungsweise 45.230 Menschen. Die Volkszählung 2014 soll fortan gesicherte Bevölkerungsdaten liefern.
Vier Gemeinden (Comunas) bilden den Kreis Caála:
- Calenga
- Catata
- Caála
- Cuima

## Söhne und Töchter der Stadt
- José Fonseca e Costa (1933–2015), portugiesischer Regisseur